# Salto Axel

Salto Axel passo a passo

O Axel é um salto da patinação artística em que o atleta salta de frente. Recebeu seu nome em homenagem ao patinador norueguês Axel Paulsen, que, em 1882, foi o primeiro a realizar o salto. Comparado com os outros tipos normais de salto, o Axel tem uma meia rotação extra no ar devido à sua decolagem de frente. A maioria dos patinadores realiza este salto com rotação no sentido anti-horário, saltando com o pé esquerdo (fio externo) e pousando com o pé direito (fio externo), de costas. O Axel também pode ser realizado como um salto duplo, com duas rotações e meia, como um salto triplo, com três rotações e meia, ou como um salto quádruplo, com quatro rotações e meia.

## Valor em competição
O Axel é considerado o salto com maior dificuldade técnica entre os seis tipos de saltos da patinação artística no gelo. No ISU Judging System, atual sistema de pontuação em competições oficiais, o Axel triplo tem um valor base de 8.5 pontos, enquanto o Axel duplo tem um valor base de 3.3 pontos. Isso faz o Axel triplo o salto triplo de valor base mais alto, maior que outros como o Lutz (6), flip (5.3),  loop (5.1), Salchow (4.2), e toe loop (4.1).

## Pioneiros
| Número de rotações |    | Masculino    | Ano  | Feminino    | Ano          | Ref.  |
| Uma e meia         | 1A | Axel Paulsen | 1882 | Sonja Henie | Década de 20 |       |
| Duas e meia        | 2A | Dick Button  | 1948 | Carol Heiss | 1953         |       |
| Três e meia        | 3A | Vern Taylor  | 1978 | Midori Ito  | 1988         |       |
| Quatro e meia      | 4A | Ilia Malinin | 2022 | -           |              | [ 2 ] |